# Justyna Bąk
Pour les articles homonymes, voir Bąk.
Justyna Bąk (née le 1er août 1974 à Biłgoraj en Pologne) est une athlète polonaise, spécialiste du 3 000 mètres steeple. 

## Biographie
Elle améliore à deux reprises le record du monde du 3 000 mètres steeple : une première fois le 9 juillet 2001 à Nice en 9 min 25 s 31, et une seconde fois le 5 juin 2002 à Milan en 9 min 22 s 29.

### Palmarès
| Date | Compétition                    | Lieu        | Résultat | Épreuve         | Performance   |
| ---- | ------------------------------ | ----------- | -------- | --------------- | ------------- |
| 2001 | Championnats d'Europe de cross | Thoune      | 3e       | Cross long      |               |
| 2002 | Coupe d'Europe des nations     | Annecy      | 1re      | 3 000 m steeple | 9 min 43 s 38 |
| 2004 | Championnats d'Europe de cross | Heringsdorf | 2e       | Cross long      |               |
| 2005 | Coupe d'Europe des nations     | Florence    | 3e       | 3 000 m steeple | 9 min 51 s 51 |

### Records
| Épreuve         | Performance   | Lieu  | Date        |
| --------------- | ------------- | ----- | ----------- |
| 3 000 m steeple | 9 min 22 s 29 | Milan | 5 juin 2002 |